# Charlie (film)
Charlie (v originále All Dogs Go to Heaven) je irsko-anglická filmová pohádka natočená roku 1989. Příběh pojednává o dvou psech, Charliem a jeho nejlepším příteli Itchym. Charlie je zabit, ale zřekne se svého místa v nebi, aby se mohl vrátit na Zem, kde se stará o malou opuštěnou dívku jménem Anna-Marie, která ho učí jak milovat.
Pohádka pochází od tvůrců série Země dinosaurů.

## Děj
Roku 1939 v New Orleansu psí kříženec Charlie pracuje pro svého zločinného šéfa Carfaceho v kasinu v opuštěném starém tankeru. Carface, neochotný dělit se o své peníze uvězní Charlieho do útulku, ale Charliemu se podaří díky pomoci svého nejlepšího kamaráda Itchyho uniknout. Carface a jeho parťák Zabiják však vymyslí a realizují jeho vraždu.
Charlie se dostává do nebe, navzdory tomu, že nikdy v životě neudělal nic správného. Ošálí smrt krádeží "hodinek života" (zářivých kapesních hodinek), díky kterým se může vrátit zpět na Zem. Pokud se ale hodinky zastaví, okamžitě zemře a dostane se do pekla.
Na Zemi se Charlie spojí s Itchym a vymyslí odplatu Carfaceovi v podobě rivalitního podniku. Carface vězní malou dívku jménem Anna-Marie, kvůli její schopnosti komunikovat se zvířaty, což mu dává možnost sázet na závody. Charlie zachrání Annu-Marii a řekne jí, že pomůžou chudým a najdou její rodinu, ale využívá její dar stejně jako jeho rival Carface k vydělávání peněz sázením na různé zvířecí závody.
Charlie ukradne peněženku ze slušné rodiny, se kterou se Anna-Marie přátelí. Té noci má Charlie noční můru, ve které je vypuzený do pekla a napaden pekelným psem (Frankem) a jeho přisluhovači.
Anna-Marie jde ukradenou peněženku vrátit. Charlie ji odhalí, jak snídá s okradenou rodinou a zjistí, že ji pár chce přijmout jako člena k sobě domů. Charlie tedy oklame malou Annu-Marii předstíráním, že je nemocný.
Po útěku z další léčky Carfaceho a Zabijáka se Charlie s Annou-Marií propadnou přes podlahu starého skladiště do podzemní jeskyně, kde se usilovně snaží uniknout spárům King Gatora (velikého aligátora, který se nakonec stane jejich spojencem).
Itchy nařkne Charlieho kvůli upřednostňování Anny-Marie před ním a jejich byznysem. Frustrovaný Charlie tedy prohlásí, že je mu malá Anna-Marie úplně ukradená. Holčička rozhovor zaslechne a utíká pryč, bohužel je opět chycena Carfacem.
Charlie jde do Carfaceovi kasínové lodi, aby zachránil Annu-Marii a riskuje přitom svůj vlastní život. King Gator jim přijde na pomoc, osvobodí Charlieho a sežere Carfaceho. Anna-Marie spadne do vody společně s Charlieho hodinkami života. Charlie skočí za ní, aby ji i hodinky vylovil, ale je nemožné zachránit oboje. Nakonec se rozhodne zachránit holčičku a tím pádem ztrácí hodinky, kvůli nimž umírá podruhé.
Anna-Marie skončí u nové rodiny a Charlie má povoleno vrátit se do nebe, namísto toho, aby šel do pekla, díky tomu, že obětoval svůj život namísto života holčičky.

## Hlavní postavy
- Charlie – hlavní postava, psí míšenec, který s jeho kamarádem chtějí využít malou holčičku k jejich prospěchu, ale na konci příběhu se naučí jak "mít rád"
- Itchy – paranoidní a nervní jezevčík, dlouholetý přítel Charlieho, na konci příběhu, když Charlie odejde do nebe, si ho Anna-Marie adoptuje
- Anna-Marie – osiřelá holčička se schopností mluvit se zvířaty
- Carface – vychytralý a psychotický buldok, hlavní zločinec a antagonista, který nejdřív řídí kasino s Charliem, ale pak ho zabije, protože se s ním nechce dělit o monopoly. Na konci příběhu je sežrán aligátorem Kingem Gatorem a pokusí se v nebi ukrást hodinky života, zastaví ho ovšem Anabella (psí anděl).
- Zabiják – zbabělý a neurotický pudl nosící brýle, je Carfaceho přítel až do posledního boje, kde svého šéfa opustí a odvede Annu-Marii do bezpečí

## Věnování
Postavu Anne-Marie namluvila dětská herečka Judith Barsi. Krátce po dokončení dabingu, v červenci 1988, byla spolu se svou matkou zavražděna svým otcem Józsefem Barsim, který na ně dlouhodobě páchal domácí násilí, žárlil na dceřin úspěch a psychicky je týral. Film Charlie: Všichni pejskové jdou do nebe je věnován právě Judith Barsi – závěrečná píseň „Love Survives“ je věnována její památce.